# ナポレオン・ウジェーヌ・ルイ・ボナパルト
ナポレオン・ウジェーヌ・ルイ・ボナパルト（フランス語: Napoléon Eugène Louis Bonaparte, 1856年3月16日 - 1879年6月1日）は、フランス第二帝政時代の皇太子。1870年9月2日から9月4日の2日間、父ナポレオン3世に代わって政務を執った（摂政皇太子）。ボナパルティストからはナポレオン4世（フランス語: Napoléon IV）と呼ばれた。寡黙な人柄であったという。
ナポレオン・ボナパルトの大甥（弟の孫）にあたる。

## 生涯
1856年3月17日、フランス皇帝ナポレオン3世と皇后ウジェニーの嫡出子としてパリで生まれた。ウジェニー妃が流産の末にやっと授かった跡取り息子であった。
普仏戦争が始まると、父とともにメスに出陣した。戦争初期、フランス軍が各地で劣勢となり、父帝は捕虜となった。1870年9月2日から9月4日まで父帝は拘束状態であったため、2日間だけ皇太子が表面上政務を取り仕切った。しかし9月4日にパリで民衆の暴動が起こると、9月6日にイギリスへ亡命した。
家族とともにイギリス・ケント州チズルハーストに移住し、邸宅カムデン・プレイス（Camden Place）に居を構えた。移住後は、イギリス王室のヴィクトリア女王に「ルル」の愛称で可愛がられ、末娘ベアトリス王女との縁談も持ち上がるほどであった。
1872年にウーリッジ砲兵学校に入学し、1875年に卒業した。在校中にアーサー・ビッグと友人になった。
1878年に勃発したズールー戦争に従軍した（親友ビッグ中尉と同じ部隊に配属された。）翌年6月1日、現地のウルンディ近郊でズールー族の待ち伏せを受けて戦死した。
遺体はイギリスに送還された。同年10月、ウジェニー妃とヴィクトリア女王はビッグ中尉をイギリスに呼び戻し、悲嘆にくれるウジェニー妃はルルの変わり果てた姿に対面した。ウジェニー妃は戦地訪問をビッグ中尉に望んだ。終戦後の翌年、妃はビッグ中尉の案内でルルの戦死したモザニ川沿いを訪れている。
遺体はチズルハーストに埋葬されたのち、ハンプシャー州ファーンバラの聖マイケル修道院にある皇帝墓所に改葬された。

## ギャラリー

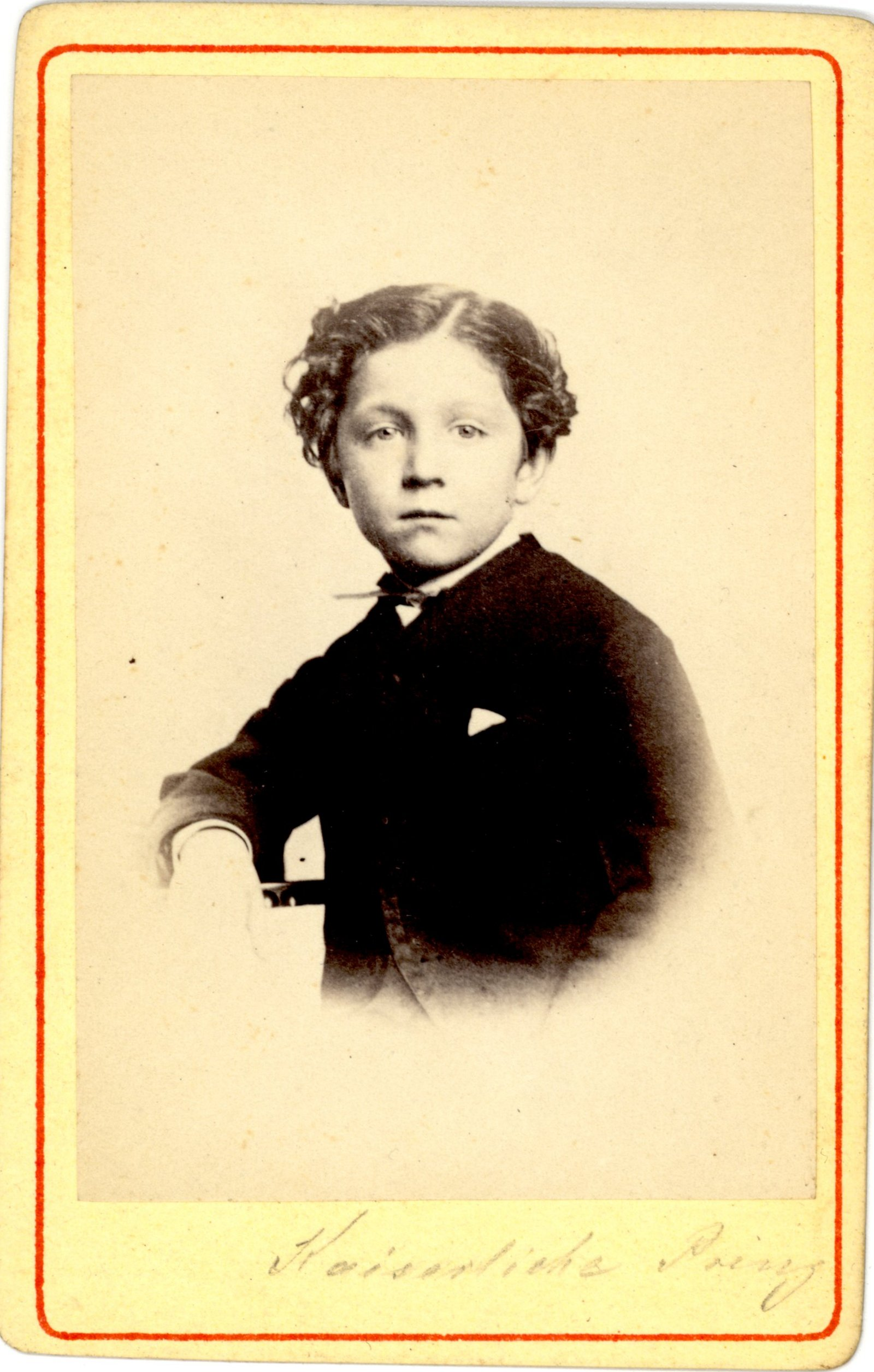
8歳のルイ・ナポレオン（1864年）
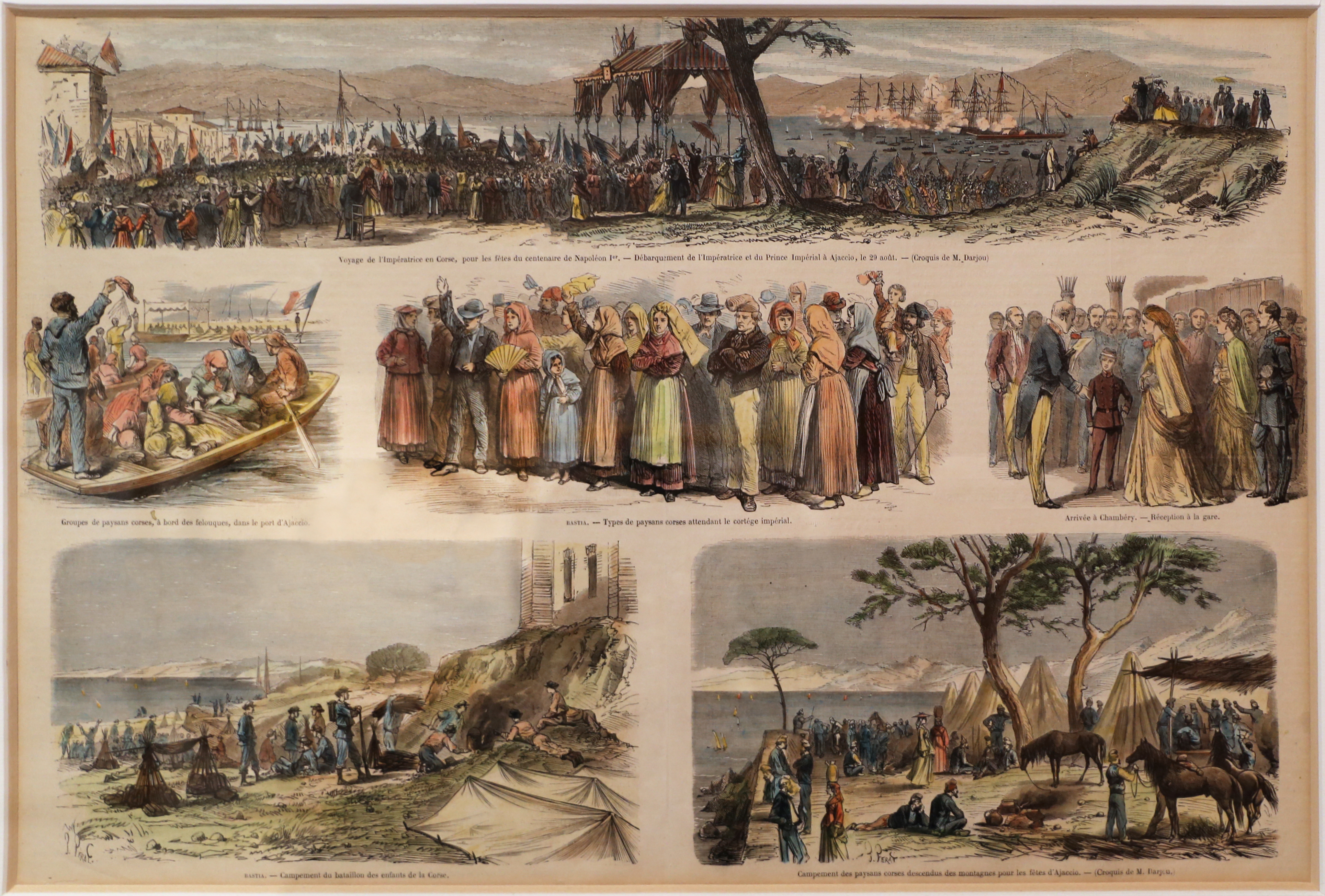
1869年8月、ナポレオン1世の生誕100年を記念して、母親のウジェニー皇后とナポレオン生誕地のコルシカ島を訪れる、皇太子時代のナポレオン・ウジェーヌ・ルイ・ボナパルト（J.フェラ画）[注釈 2]
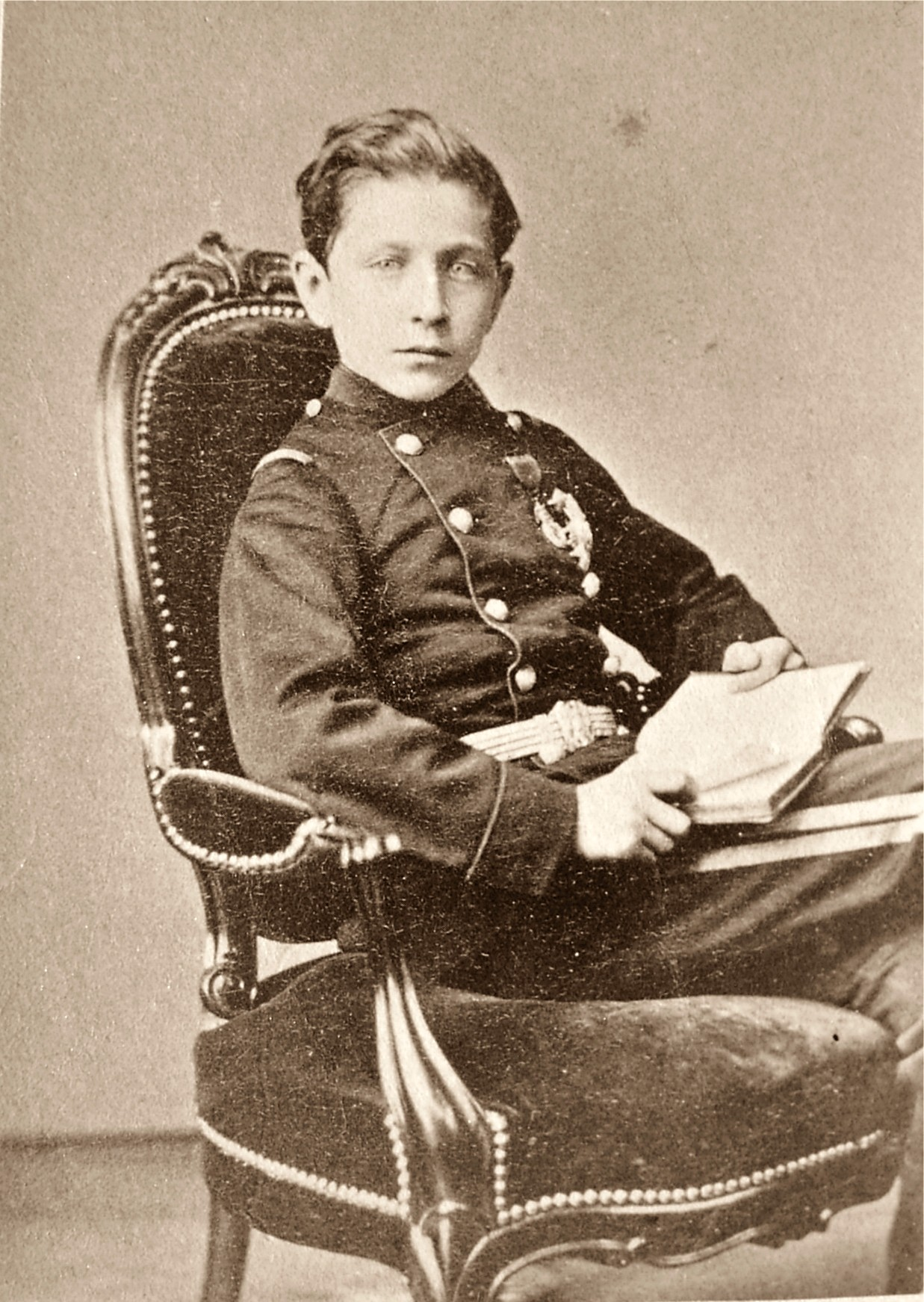
14歳のルイ・ナポレオン（1870年）
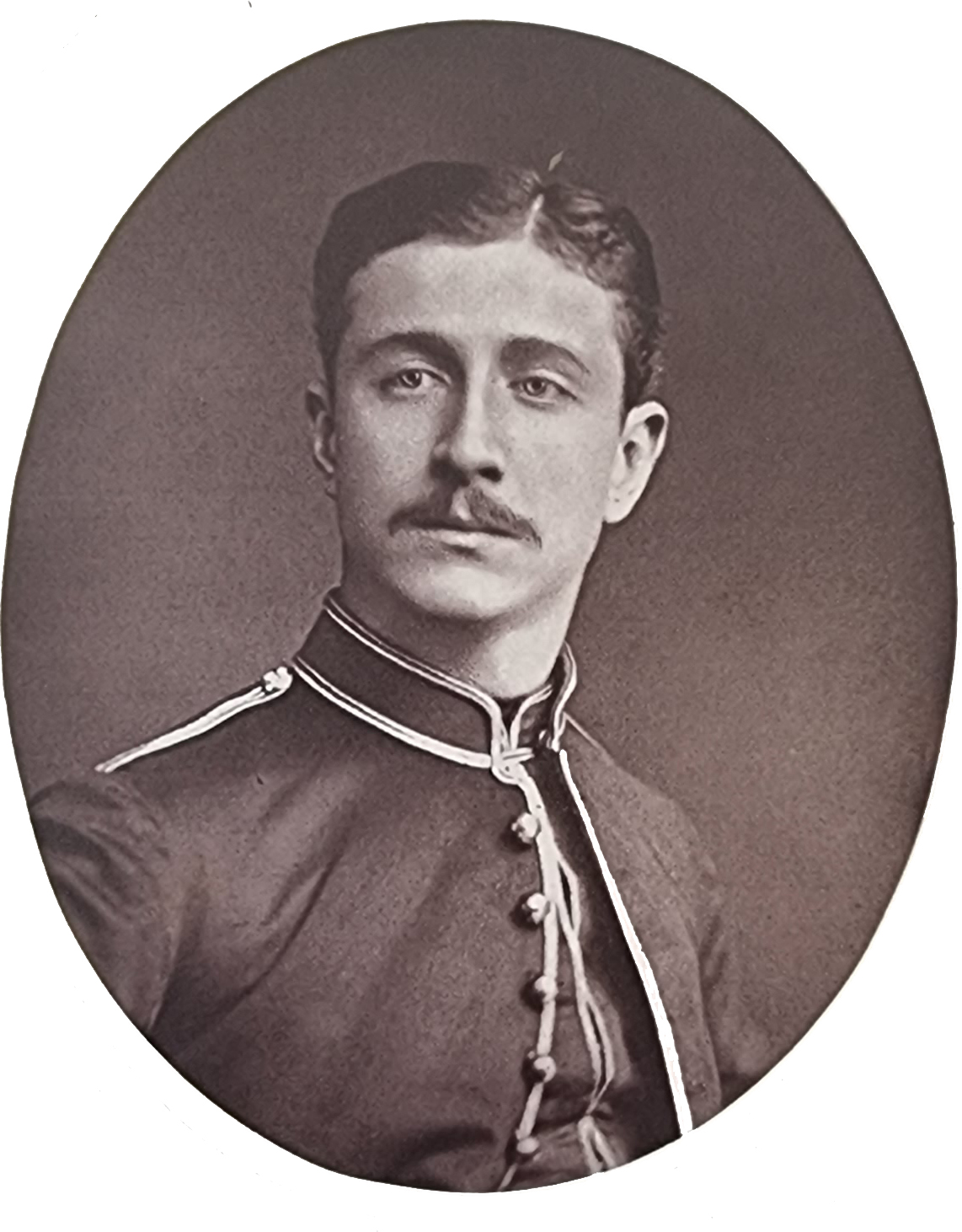
19歳のルイ・ナポレオン（1875年頃）
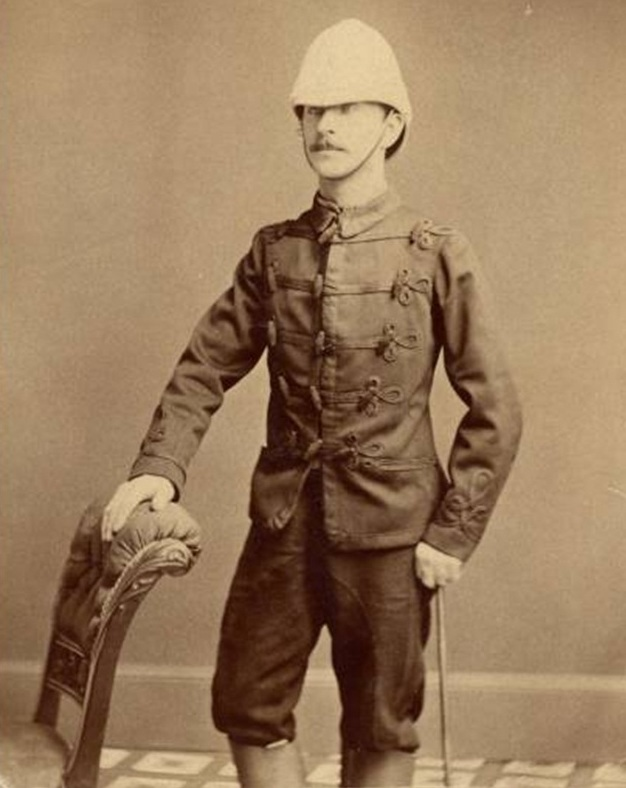
南アフリカに配属されたルイ・ナポレオン
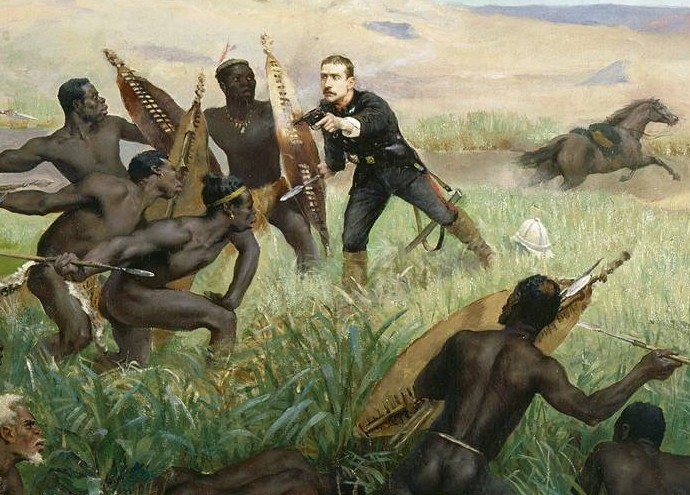
皇帝の死（ポール・ジャマン画）
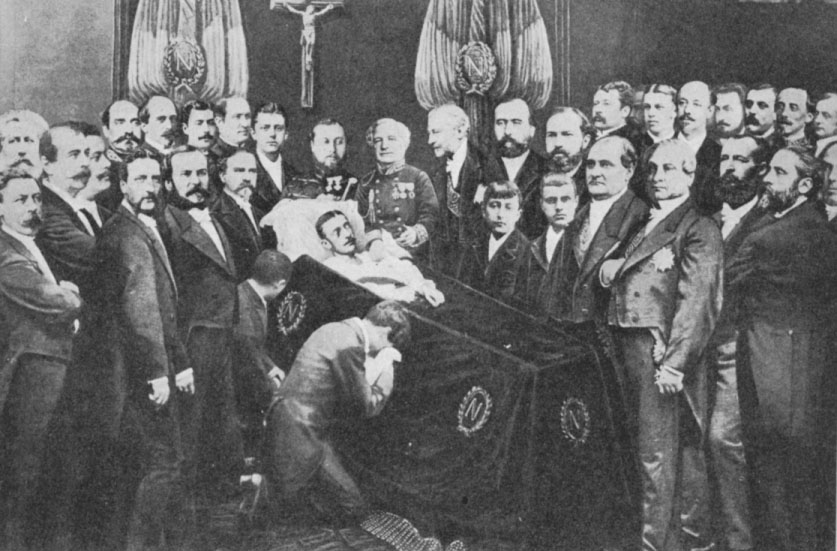
ナポレオン4世の葬儀

## エポニム
1998年、母ウジェニーにちなんで命名された小惑星（45）ウージェニアに衛星が発見され、2003年に彼の愛称にちなんでプティ・プランス ((45) Eugenia I Petit-Prince) と命名された。